# 乙酰丙酮锌
乙酰丙酮锌是锌的乙酰丙酮配合物，化学式 Zn(C
5H
7O
2)
2。

## 制备
乙酰丙酮锌可以由硫酸锌、乙酰丙酮和氢氧化钠反应而成。

## 性质
乙酰丙酮锌是一种晶体，微溶于水。通过升华，可以得到单体结晶，为单斜晶系，空间群 C2/c (No. 15)。升华也可以获得三聚体结晶，它也是单斜晶系的，空间群 C2 (No. 5)。它的一水合物和二水合物的结构也是已知的。

## 用处
乙酰丙酮锌的水合物可用于制造磁性的 (Zn,Fe)Fe2O4胶片，氧化锌，也是有机合成的催化剂。